# Westminster Gazette
Westminster Gazette, en liberal tidning, som utgavs 1893-1905 i London. Flera äldre förlagor fanns: The Westminster gazette. The English. (1680-1681) och The Westminster gazette; or, Constitutional evening-post. (1776-1778).
Benämningen "Westminster Gazette" är något som återkommer i många sammanhang i nutidens England, inte minst som namn för politikers bloggar.